# Norte da Nigéria

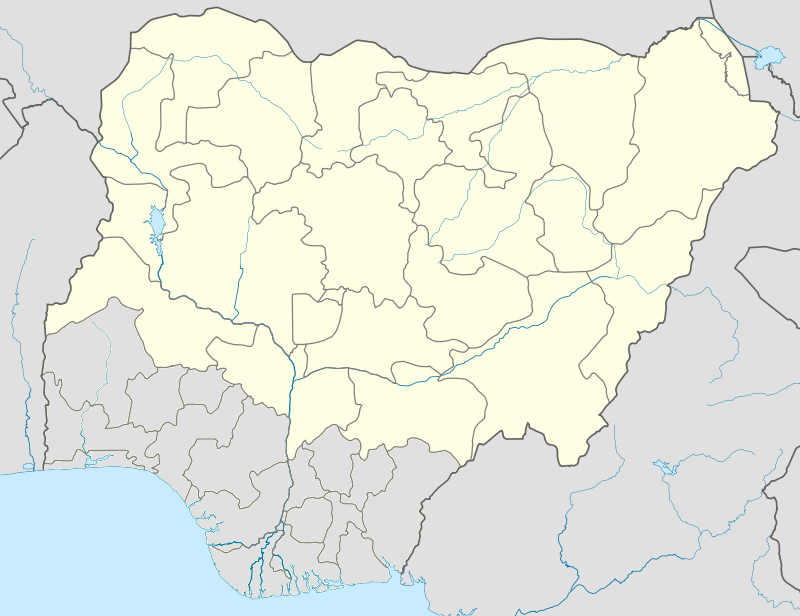
O norte da Nigéria

O Norte da Nigéria é uma região geográfica da Nigéria. O norte é mais árido e tem menor densidade populacional do que o sul do país. O povo é composto em grande parte por muçulmanos, e muitos são hauçás. Grande parte do norte foi, uma vez, politicamente unido na Região Norte, divisão federal dissolvida em 1967.

## História

### Estados hauçás
Os Estados hauçás ou reinos hauçás foram uma série de cidades-estados independentes situadas onde se tornou o Norte da Nigéria. Apesar do crescimento relativamente constante, as cidades-estados eram vulneráveis à agressão e, apesar da grande maioria dos seus habitantes serem muçulmanos no século XVI, eles foram atacados por mujaidim islâmicos de 1804 a 1808. Em 1808 o último estado hauçá foi finalmente conquistado por Usuman dan Fodio, e incorporado no Califado de Socoto.

#### Chegada dos hauçás
Entre 500 e 700 o povo hauçá quem moveu-se lentamente para o oeste da Núbia e misturou-se com a população nigeriana local central e do norte, estabelecendo uma série de fortes estados no que é agora a Nigéria do Norte e Central e o Níger Oriental.
Com o declínio de Noque e Socoto, quem tinha controlado anteriormente a Nigéria Central e do Norte entre 800 a.C. e 200 d.C., os hauçás foram capazes de emergir como o novo poder na região. Estreitamente ligado com os canúris do Império de Canem (Lago Chade), a aristocracia hauçá adotou o Islão no século XI. Até o século XII os hauçás foram se tornando uma das principais potências da África. A arquitetura dos hauçás é talvez uma das menos conhecidas, mas mais bonitas da Idade Média. Muitos de seus primeiros palácios e mesquitas são brilhantes e coloridos e, muitas vezes, incluem intrincadas gravuras ou símbolos elaborados concebidos para a fachada. Até 1500 o hauçá utilizou uma versão modificada da escrita árabe, conhecida como ajami, para escrever sua própria língua; os hauçás compilaram as várias histórias escritas, sendo as mais populares a Crônica de Kano.

#### As Catorze Monarquias
As monarquias hauçás no século XIII como vibrantes centros comerciais concorrendo com Império de Canem e Mali. As exportações primárias foram couro, ouro, pano, sal, castanhas de cola, couros de animal, e hena. Exceto alianças menores, as cidades soberanas hauçás funcionaram independentemente. As rivalidades geralmente inibiam a formação de uma autoridade centralizada.
Houve catorze monarquias hauçás: os "Sete Hauçás" e os "Sete Bastardos".
As monarquias hauçás começaram como sete estados que partilham uma mesma mitologia com os seus fundadores, na qual seriam os filhos de uma mesma rainha. São conhecidos como os "Sete Hauçás" (Hausa Bakwai).
Os estados incluíam:
- Daura? - 1806
- Kano 998 - 1807
- Katsina c. 1400 - 1805
- Zaria c. 1200 - 1808
- Gobir? - 1808
- Rano
- Hadeja c. 1100 - 1805

O crescimento e a conquista dos Sete Hauçás resultaram na fundação de estados adicionais com soberanos que traçam a sua linhagem a uma concubina do pai hauçá que funda, Baiajida. Assim, eles são chamados o "Sete Bastardos" (Banza Bakwai) significado os "Sete Bastardos". Os Sete Bastardos aprovaram muitos dos costumes e das instituições dos Sete Hauçás, mas que foram considerados não-sancionadas por pessoas não-hauçás.
Estes membros incluem:
- Zamfara
- Kebbi
- Iauri
- Guaris (também chamada Guarilândia)
- Cuararafa (um estado jucum)
- Nupés
- Ilorim (um estado iorubá)

### Califado de Socoto e Império de Bornu
Usmã dã Fodio conduziu uma guerra santa dos maometanos contra os estados hauçás e finalmente unindo-os no Califado de Socoto muçulmano. O Califado de Socoto esteve sob a autoridade do miralmuminim, sendo de Usmã também usou o título sultão de Socoto. Embaixo dele o Império foi bicéfalo e dividiu em dois territórios cada um controlado por um vizir nomeado. Cada um dos territórios foi além disso dividido em Emirados autônomos embaixo do emir local principalmente hereditário. O Império de Bornu foi inicialmente absorvido no Califado de Socoto de Usmã dã Fodio, mas separou-se após alguns anos alegando aumento da corrupção no Império Fula.

### Território Royal Niger Company
Inicialmente, o envolvimento britânico no Norte da Nigéria foi predominantemente relacionado com o comércio, e girava em torno da expansão da Royal Niger Company, cujos territórios interiores estendem o norte de aproximadamente onde o Rio Níger e Benim se juntam em Lokoja. O território da Royal Niger Company não representou uma ameaça direta ao poderoso Califado de Socoto.

### Protetorado do Norte da Nigéria

#### História do Protetorado do Norte da Nigéria

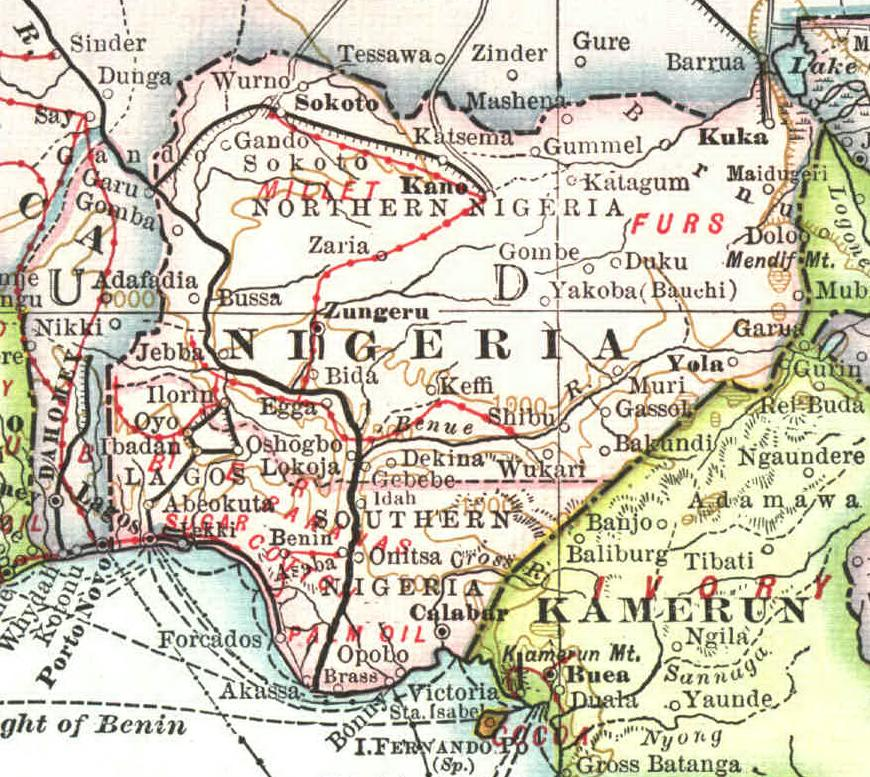
Mapa da Nigéria, 1909

Norte da Nigéria foi uma colônia Britânica formada em 1900. A base da colônia foi o Tratado de Berlim de 1885 que globalmente concedeu a Nigéria do Norte à Grã-Bretanha, com base nos seus protetorados na Nigéria do Sul. Houve, contudo incerteza considerável sobre as bordas que a Grã-Bretanha poderia afirmar e os direitos comerciais que outros europeus poderiam ter, tendo como resultado a participação britânica no Norte da Nigéria que foi inicialmente considerado uma prioridade política na África devido à ameaça de rivais alemães e franceses. Houve determinada incerteza sobre a borda com colônias francesas no Noroeste.
O governador britânico escolhido, Frederick Lugard, com recursos limitados, lentamente negociados, e às vezes coagido, os emirados do norte em aceitação da regra britânica, achado que o único caminho disto ser realizado foi com o consentimento de soberanos locais por uma política de regra indireta que ele desenvolveu de necessária improvisação em uma teoria política sofisticada. Lugard deixou o protetorado depois de alguns anos, servindo em Honcongue, mas foi eventualmente devolvido para trabalhar na Nigéria onde decidiu a fusão do Protetorado da Nigéria do Norte com a Nigéria do Sul em 1914.
A unificação foi feita por razão econômica, em vez de política - A Nigéria do norte teve um déficit de orçamento. Frederick Lugard procurou usar os excessos de orçamento na Nigéria do Sul para compensar este déficit , e
Também acreditava que a administração de toda a área seria mais fácil se unida, em especial desde que o Norte da Nigéria não tinha acesso ao mar. No momento, nem Lugard nem outros administradores britânicos, nem os africanos, consideraram a Nigéria, a fim de constituir um potencial de unidade nacional, - na realidade, o Norte e o Sul foram considerados culturalmente diferentes radicalmente - e a fusão foi uma conveniência econômica e administrativa. Sob uma administração abrangente para toda Nigéria, o Norte e o Sul continuou a ter as suas próprias administrações distintas, e cada um tinha seu próprio Vice-governador respondendo a Lugard e seus sucessores. No entanto, o nacionalismo que se desenvolveu na Nigéria logo tomou a totalidade da Nigéria como uma natural futura unidade nacional.

#### Selos postais e história
Selos foram emitidos especificamente para o Norte da Nigéria início em março de 1890. Todos os selos foram emitidos com desenhos de Key Plate, com diferença na soberano ilustrado, marca de água, e a escolha da cor ou numerais incolor para a denominação.
Excepcionalmente, um selo de 25 libras foi emitido em 1904. Isso foi com intenção realmente de ser uma estampilha fiscal, sendo quase impossível de se inventar uma peça de correio que necessite de tanta franquia. Foi usado para pagar licenças de licor. É a grande raridade da colônia, cópias não utilizadas comandam um preço de cerca de US$ 45 000.

## Moderno Norte da Nigéria
Os seguintes Estados compõem o Norte da Nigéria:
- Adamaua
- Bauchi
- Borno
- Gombe
- Jigawa
- Kaduna
- Kano
- Katsina
- Kebbi
- Socoto
- Yobe
- Zamfara